# West Union (Iowa)
West Union és una població dels Estats Units a l'estat d'Iowa. Segons el cens del 2000 tenia 2.549 habitants.

## Demografia
Segons el cens del 2000, West Union tenia 2.549 habitants, 1.107 habitatges, i 660 famílies. La densitat de població era de 365,9 habitants/km².
Dels 1.107 habitatges en un 28,1% hi vivien nens de menys de 18 anys, en un 49,9% hi vivien parelles casades, en un 7,5% dones solteres, i en un 40,3% no eren unitats familiars. En el 36,1% dels habitatges hi vivien persones soles el 18,5% de les quals corresponia a persones de 65 anys o més que vivien soles. El nombre mitjà de persones vivint en cada habitatge era de 2,18 i el nombre mitjà de persones que vivien en cada família era de 2,87.
Per edats la població es repartia de la següent manera: un 22,6% tenia menys de 18 anys, un 7,8% entre 18 i 24, un 26,2% entre 25 i 44, un 21,4% de 45 a 60 i un 22% 65 anys o més.
L'edat mediana era de 40 anys. Per cada 100 dones de 18 o més anys hi havia 88,6 homes.
La renda mediana per habitatge era de 34.515 $ i la renda mediana per família de 45.128 $. Els homes tenien una renda mediana de 30.246 $ mentre que les dones 20.677 $. La renda per capita de la població era de 17.937 $. Entorn del 6% de les famílies i el 9,1% de la població estaven per davall del llindar de pobresa.

## Poblacions més properes
El següent diagrama mostra les poblacions més properes.